# 台中市公車309路
台中市公車309路行駛自梧棲觀光漁港→靜宜大學→臺中車站→靜宜大學→梧棲觀光漁港；309區行駛自靜宜大學→臺中車站→靜宜大學→梧棲觀光漁港。皆為單循環發車模式。由臺中客運、統聯客運、巨業交通聯合營運。

## 歷史
- 2017年7月7日：通車[1]。
- 2018年3月1日：增停「中清五權南路口」。
- 2018年10月11日：進駐「台中轉運中心」B月台。
- 2019年1月1日：「臺中火車站」站名更改為「臺中車站」。
- 2019年4月30日至另行通知：因應濱海橋維修工程改經漁港路、臨港路六段和北堤路來往港埠路四段及環港北路不經三順路並取消「高美濕地（三順路）」，加停「漁港港埠路口」、「頂海濱里」、「海濱里」和「漁港文興路口」。
- 2019年7月1日：增停「清海國中」。
- 2019年11月30日：3線之雙節公車(300、309、310路)整合停靠A月台。
- 2021年5月31至6月14日：因應疫情影響309路停駛。[2]
- 2025年5月4日：因配合「台中海洋館」即將於今年開幕營運，增設「台中海洋館」及「梧棲觀光漁港1」2處公車招呼站。
- 2025年8月21日：因配合「台中海洋館」開幕及擴大港區服務，309跟區合併並且調整停靠為大勇四維東路口-台中車站並增加停靠台灣大食品等14站，並取消停靠梧棲觀光魚港

## 路線基本資料
309區發車營運模式：靜宜大學→臺中車站→靜宜大學→梧棲觀光漁港。
309發車營運模式：梧棲觀光漁港→靜宜大學→臺中車站→靜宜大學→梧棲觀光漁港。

### 時刻表
- 時刻表僅供參考，請以統聯客運、台中客運、巨業交通網站公告為準。
- 時刻表更新時間為2025年4月1日。

309
| 梧棲觀光漁港開時刻 | 梧棲觀光漁港開備註 |
| 14:30              | -                  |
| 15:00              | 例假日行駛         |
| 15:25              | -                  |
| 18:25              | -                  |
| 18:55              | 例假日行駛         |
| 19:30              | -                  |

| 梧棲觀光漁港開時刻 | 梧棲觀光漁港開備註 |
| 14:20              | -                  |
| 14:45              | 例假日行駛         |
| 15:10              | -                  |
| 17:40              | -                  |
| 18:05              | 例假日行駛         |
| 18:30              | -                  |

309區
| 靜宜大學開時刻 | 靜宜大學開備註 |
| 11:23          | -              |
| 11:48          | 例假日行駛     |
| 12:20          | -              |

| 靜宜大學開時刻 | 靜宜大學開備註 |
| 11:23          | -              |
| 11:48          | 例假日行駛     |
| 12:14          | -              |

### 收費
依里程計費，刷電子票證10公里免費

### 停站
參見右側站牌及下方路線圖，藍色路段為行駛優化公車專用道。
- 設有公車專用道的候車站各站皆停，其餘站位皆需上車招手攔車、下車按鈴才停靠
- 參見右側站牌路線圖。